# Plage de Lapamán
La plage de Lapamán est une plage galicienne située entre les communes de Marín et Bueu, dans la province de Pontevedra (Espagne). Elle mesure 800 mètres de long et est à 18 km de Pontevedra.

## Description
Elle a un sable blanc et fin. Elle est bordée au nord par la plage d'A Coviña et au sud par celle de Covelo. De la plage, on peut voir de très près l'îlot de Saint-Clément et on peut voir également Sanxenxo, Portonovo et l'archipel de Ons en face, au-delà de la ria de Pontevedra.
Séparée par un éperon rocheux, une partie de la plage connue sous le nom de Muiño Vello (Vieux Moulin) n'a pas d'accès direct.
L'accès à la plage de Lapamán se fait par un escalier en pierre. Elle n'est pas accessible aux personnes handicapées. On peut y accéder par la PO-551, la route qui relie Pontevedra, Marín et Bueu.
Bien que les services ne soient pas excessifs, l'occupation pendant la saison estivale est élevée, avec cinq parkings temporaires aux alentours et cinq bars de plage au pied de la plage.
Le ministère de l'environnement le définit comme "confortable et agréable à utiliser".

## Loisirs
Il est fréquent que les amateurs de parapente atterrissent sur la plage de Lapamán après avoir décollé de Chans, une esplanade située au sommet de la paroisse civile de Cela, à Bueu.

## Galerie de photos

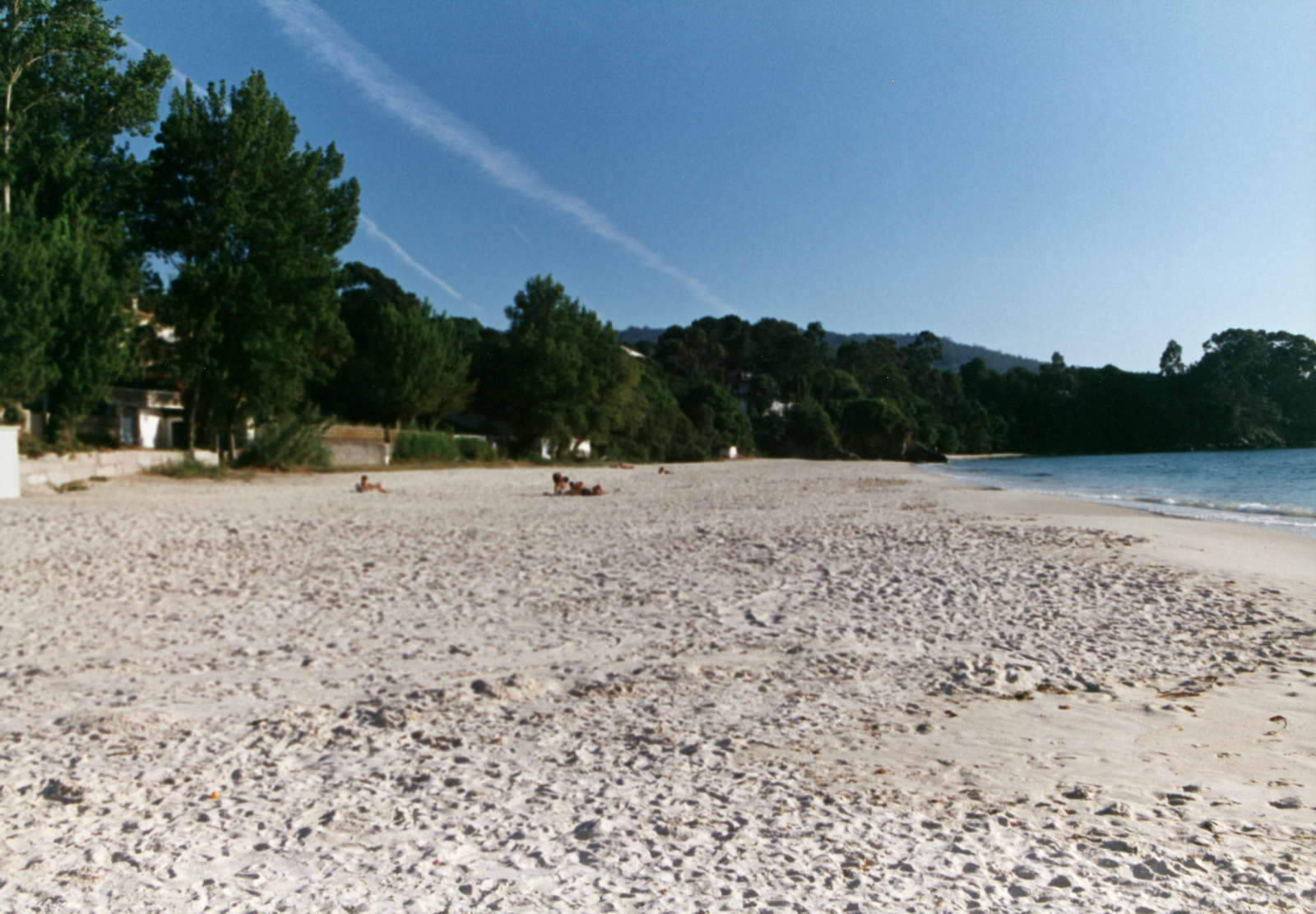
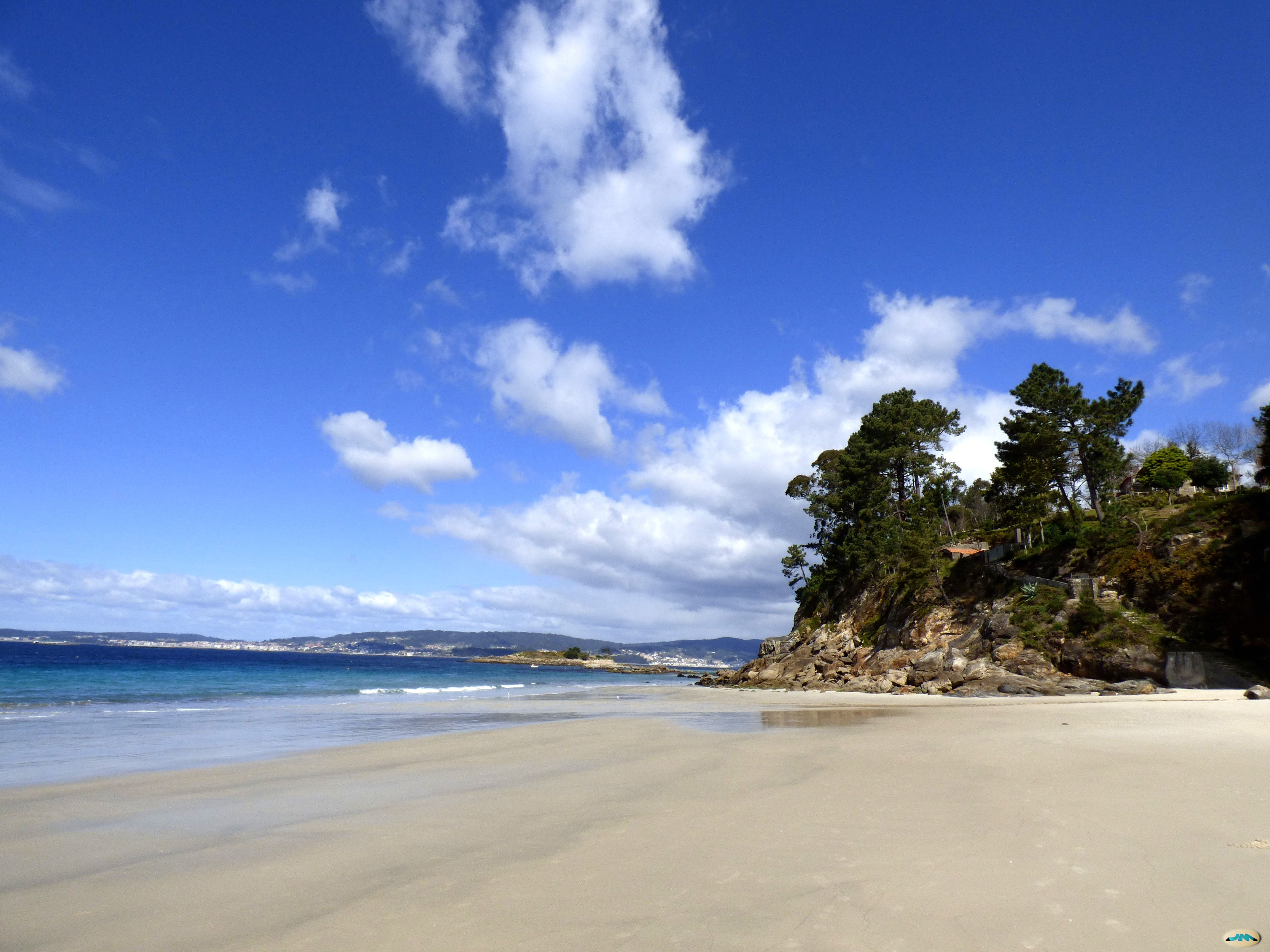
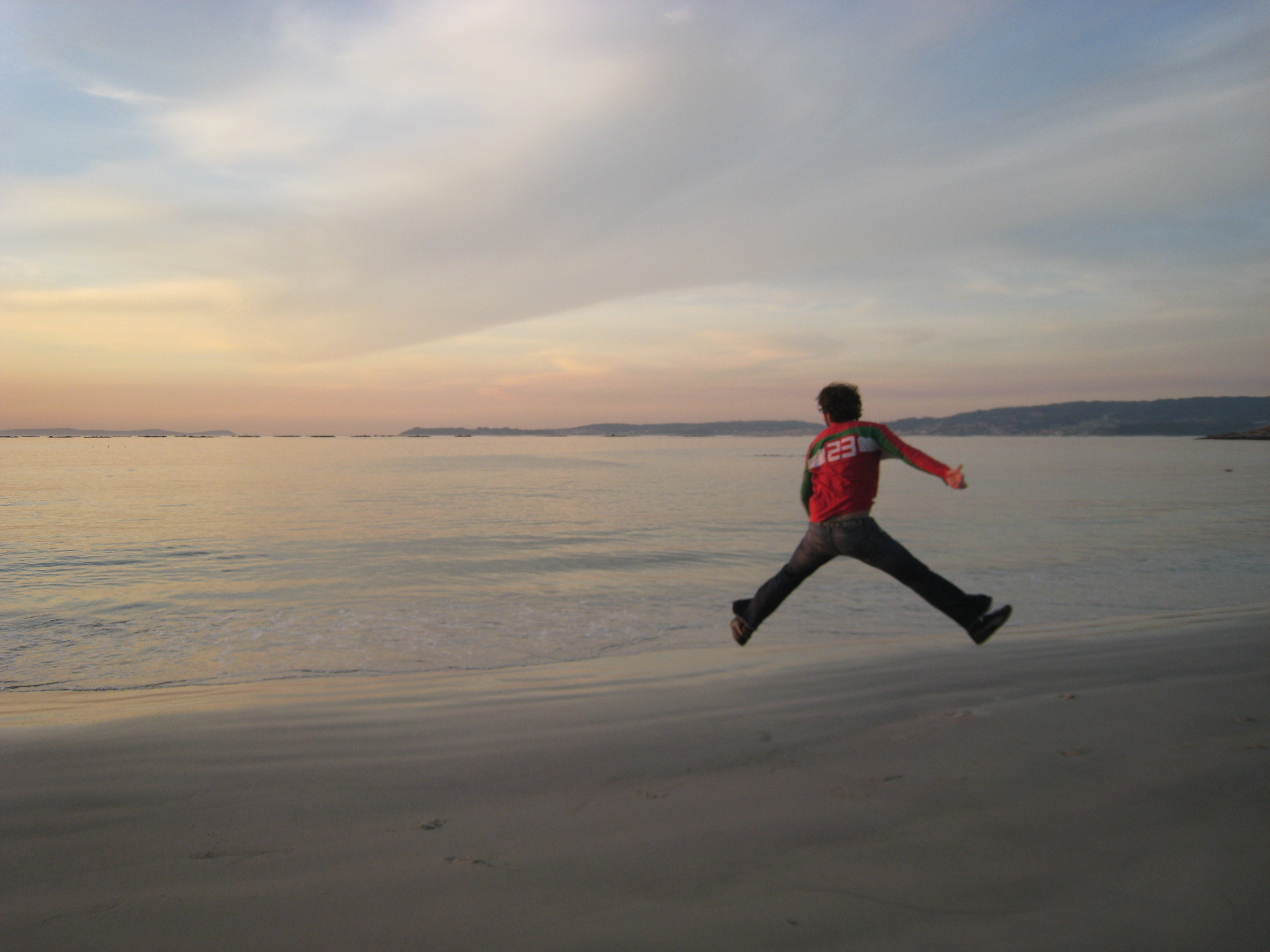

### Autres articles
- Bueu
- Marín (Galice)
- Ria de Pontevedra
- Rias Baixas